# Romandiet runt 2023
Romandiet runt 2023 var den 76:e upplagan av det schweiziska etapploppet Romandiet runt. Cykelloppets prolog och fem etapper kördes mellan den 25 april och 30 april 2023 med start i Port-Valais och målgång i Genève. Loppet var en del av UCI World Tour 2023 och vanns av brittiska Adam Yates från cykelstallet UAE Team Emirates.

## Deltagande lag
| WorldTeams (18)- AG2R Citroën Team - Alpecin-Deceuninck - Astana Qazaqstan Team - Bahrain Victorious - Bora-Hansgrohe - Cofidis - EF Education-EasyPost - Groupama-FDJ - Ineos Grenadiers - Intermarché-Circus-Wanty - Jumbo-Visma - Movistar Team - Soudal Quick-Step - Arkéa-Samsic - Team DSM - Team Jayco AlUla - Trek-Segafredo - UAE Team Emirates ProTeams (3)- Israel-Premier Tech - Lotto Dstny - Tudor Pro Cycling Team Landslag- Schweiz |
| |

## Etapper
| Etapp  | Datum  | Start – mål                       | type       | Distans (km) | Höjdskillnad (m) | Etappvinnare     | Totalledare  |
| ------ | ------ | --------------------------------- | ---------- | ------------ | ---------------- | ---------------- | ------------ |
| Prolog | 25 apr | Port-Valais – Port-Valais         | Prolog     | 6,82         | 10 m             | Josef Černý      | Josef Černý  |
| 1      | 26 apr | Crissier – Vallée de Joux         |            | 170,9        | 2 323 m          | Ethan Vernon     | Ethan Vernon |
| 2      | 27 apr | Morteau – La Chaux-de-Fonds       |            | 162,7        | 2 653 m          | Ethan Hayter     | Ethan Hayter |
| 3      | 28 apr | Châtel-St-Denis – Châtel-St-Denis | Tempoetapp | 18,75        | 377 m            | Juan Ayuso       | Juan Ayuso   |
| 4      | 29 apr | Sion – Thyon                      | Bergsetapp | 161,6        | 4 308 m          | Adam Yates       | Adam Yates   |
| 5      | 30 apr | Vufflens-la-Ville – Genève        |            | 170,8        | 2 287 m          | Fernando Gaviria | Adam Yates   |

### Prolog
| Port-Valais - Port-Valais | Prolog | (6,82 km) |

| \| Placeringar i etappen \| Placeringar i etappen \| Placeringar i etappen \| Placeringar i etappen \| Placeringar i etappen \| \| Cyklist \| Cyklist \| Lag \| Tid \| \| \| --------------------- \| --------------------- \| ---------------------- \| --------------------- \| --------------------- \| \| 1. \| Josef Černý \| Soudal Quick-Step \| 7' 25" \| \| \| 2. \| Tobias Foss \| Jumbo-Visma \| + 1" \| \| \| 3. \| Rémi Cavagna \| Soudal Quick-Step \| + 1" \| \| \| 4. \| Nico Denz \| Bora-Hansgrohe \| + 4" \| \| \| 5. \| Joel Suter \| Tudor Pro Cycling Team \| + 5" \| \| \| 6. \| Ethan Hayter \| Ineos Grenadiers \| + 5" \| \| \| 7. \| Mikkel Bjerg \| UAE Team Emirates \| + 9" \| \| \| 8. \| Matteo Sobrero \| Team Jayco AlUla \| + 9" \| \| \| 9. \| Ivo Oliveira \| UAE Team Emirates \| + 9" \| \| \| 10. \| Ethan Vernon \| Soudal Quick-Step \| + 10" \| \| |                |                        |        |
| |                |                        |        |
| Källa: ProCyclingStats |                |                        |        |
| Placeringar i etappen |                |                        |        |
| Cyklist | Cyklist        | Lag                    | Tid    |
| 1. | Josef Černý    | Soudal Quick-Step      | 7' 25" |
| 2. | Tobias Foss    | Jumbo-Visma            | + 1"   |
| 3. | Rémi Cavagna   | Soudal Quick-Step      | + 1"   |
| 4. | Nico Denz      | Bora-Hansgrohe         | + 4"   |
| 5. | Joel Suter     | Tudor Pro Cycling Team | + 5"   |
| 6. | Ethan Hayter   | Ineos Grenadiers       | + 5"   |
| 7. | Mikkel Bjerg   | UAE Team Emirates      | + 9"   |
| 8. | Matteo Sobrero | Team Jayco AlUla       | + 9"   |
| 9. | Ivo Oliveira   | UAE Team Emirates      | + 9"   |
| 10. | Ethan Vernon   | Soudal Quick-Step      | + 10"  |

| \| Totaltävlingen \| Totaltävlingen \| Totaltävlingen \| Totaltävlingen \| Totaltävlingen \| \| Cyklist \| Cyklist \| Lag \| Tid \| \| \| -------------- \| -------------- \| ---------------------- \| -------------- \| -------------- \| \| 1. \| Josef Černý \| Soudal Quick-Step \| 7' 25" \| \| \| 2. \| Tobias Foss \| Jumbo-Visma \| + 1" \| \| \| 3. \| Rémi Cavagna \| Soudal Quick-Step \| + 1" \| \| \| 4. \| Nico Denz \| Bora-Hansgrohe \| + 4" \| \| \| 5. \| Joel Suter \| Tudor Pro Cycling Team \| + 5" \| \| \| 6. \| Ethan Hayter \| Ineos Grenadiers \| + 5" \| \| \| 7. \| Mikkel Bjerg \| UAE Team Emirates \| + 9" \| \| \| 8. \| Matteo Sobrero \| Team Jayco AlUla \| + 9" \| \| \| 9. \| Ivo Oliveira \| UAE Team Emirates \| + 9" \| \| \| 10. \| Ethan Vernon \| Soudal Quick-Step \| + 10" \| \| |                |                        |        |
| |                |                        |        |
| Källa: ProCyclingStats |                |                        |        |
| Totaltävlingen |                |                        |        |
| Cyklist | Cyklist        | Lag                    | Tid    |
| 1. | Josef Černý    | Soudal Quick-Step      | 7' 25" |
| 2. | Tobias Foss    | Jumbo-Visma            | + 1"   |
| 3. | Rémi Cavagna   | Soudal Quick-Step      | + 1"   |
| 4. | Nico Denz      | Bora-Hansgrohe         | + 4"   |
| 5. | Joel Suter     | Tudor Pro Cycling Team | + 5"   |
| 6. | Ethan Hayter   | Ineos Grenadiers       | + 5"   |
| 7. | Mikkel Bjerg   | UAE Team Emirates      | + 9"   |
| 8. | Matteo Sobrero | Team Jayco AlUla       | + 9"   |
| 9. | Ivo Oliveira   | UAE Team Emirates      | + 9"   |
| 10. | Ethan Vernon   | Soudal Quick-Step      | + 10"  |

### 1:a etappen
| Crissier - Vallée de Joux |  | (170,9 km) |

| \| Placeringar i etappen \| Placeringar i etappen \| Placeringar i etappen \| Placeringar i etappen \| Placeringar i etappen \| \| Cyklist \| Cyklist \| Lag \| Tid \| \| \| --------------------- \| --------------------- \| ------------------------ \| --------------------- \| --------------------- \| \| 1. \| Ethan Vernon \| Soudal Quick-Step \| 4t 05' 34" \| \| \| 2. \| Thibau Nys \| Trek-Segafredo \| + 0" \| \| \| 3. \| Milan Menten \| Lotto Dstny \| + 0" \| \| \| 4. \| Romain Bardet \| Team DSM \| + 0" \| \| \| 5. \| Jacopo Mosca \| Trek-Segafredo \| + 0" \| \| \| 6. \| Nick Schultz \| Israel-Premier Tech \| + 0" \| \| \| 7. \| Lilian Calmejane \| Intermarché-Circus-Wanty \| + 0" \| \| \| 8. \| Clément Venturini \| AG2R Citroën Team \| + 0" \| \| \| 9. \| Ivo Oliveira \| UAE Team Emirates \| + 0" \| \| \| 10. \| Quinten Hermans \| Alpecin-Deceuninck \| + 0" \| \| |                   |                          |            |
| |                   |                          |            |
| Källa: ProCyclingStats |                   |                          |            |
| Placeringar i etappen |                   |                          |            |
| Cyklist | Cyklist           | Lag                      | Tid        |
| 1. | Ethan Vernon      | Soudal Quick-Step        | 4t 05' 34" |
| 2. | Thibau Nys        | Trek-Segafredo           | + 0"       |
| 3. | Milan Menten      | Lotto Dstny              | + 0"       |
| 4. | Romain Bardet     | Team DSM                 | + 0"       |
| 5. | Jacopo Mosca      | Trek-Segafredo           | + 0"       |
| 6. | Nick Schultz      | Israel-Premier Tech      | + 0"       |
| 7. | Lilian Calmejane  | Intermarché-Circus-Wanty | + 0"       |
| 8. | Clément Venturini | AG2R Citroën Team        | + 0"       |
| 9. | Ivo Oliveira      | UAE Team Emirates        | + 0"       |
| 10. | Quinten Hermans   | Alpecin-Deceuninck       | + 0"       |

| \| Totaltävlingen \| Totaltävlingen \| Totaltävlingen \| Totaltävlingen \| Totaltävlingen \| \| Cyklist \| Cyklist \| Lag \| Tid \| \| \| -------------- \| -------------- \| ---------------------- \| -------------- \| -------------- \| \| 1. \| Ethan Vernon \| Soudal Quick-Step \| 4t 12' 59" \| \| \| 2. \| Josef Černý \| Soudal Quick-Step \| + 0" \| \| \| 3. \| Tobias Foss \| Jumbo-Visma \| + 1" \| \| \| 4. \| Rémi Cavagna \| Soudal Quick-Step \| + 1" \| \| \| 5. \| Nico Denz \| Bora-Hansgrohe \| + 4" \| \| \| 6. \| Joel Suter \| Tudor Pro Cycling Team \| + 5" \| \| \| 7. \| Ethan Hayter \| Ineos Grenadiers \| + 5" \| \| \| 8. \| Mikkel Bjerg \| UAE Team Emirates \| + 9" \| \| \| 9. \| Matteo Sobrero \| Team Jayco AlUla \| + 9" \| \| \| 10. \| Ivo Oliveira \| UAE Team Emirates \| + 9" \| \| |                |                        |            |
| |                |                        |            |
| Källa: ProCyclingStats |                |                        |            |
| Totaltävlingen |                |                        |            |
| Cyklist | Cyklist        | Lag                    | Tid        |
| 1. | Ethan Vernon   | Soudal Quick-Step      | 4t 12' 59" |
| 2. | Josef Černý    | Soudal Quick-Step      | + 0"       |
| 3. | Tobias Foss    | Jumbo-Visma            | + 1"       |
| 4. | Rémi Cavagna   | Soudal Quick-Step      | + 1"       |
| 5. | Nico Denz      | Bora-Hansgrohe         | + 4"       |
| 6. | Joel Suter     | Tudor Pro Cycling Team | + 5"       |
| 7. | Ethan Hayter   | Ineos Grenadiers       | + 5"       |
| 8. | Mikkel Bjerg   | UAE Team Emirates      | + 9"       |
| 9. | Matteo Sobrero | Team Jayco AlUla       | + 9"       |
| 10. | Ivo Oliveira   | UAE Team Emirates      | + 9"       |

### 2:a etappen
| Morteau - La Chaux-de-Fonds |  | (162,7 km) |

| \| Placeringar i etappen \| Placeringar i etappen \| Placeringar i etappen \| Placeringar i etappen \| Placeringar i etappen \| \| Cyklist \| Cyklist \| Lag \| Tid \| \| \| --------------------- \| --------------------- \| ------------------------ \| --------------------- \| --------------------- \| \| 1. \| Ethan Hayter \| Ineos Grenadiers \| 3t 55' 20" \| \| \| 2. \| Juan Ayuso \| UAE Team Emirates \| + 0" \| \| \| 3. \| Romain Bardet \| Team DSM \| + 0" \| \| \| 4. \| Matteo Sobrero \| Team Jayco AlUla \| + 0" \| \| \| 5. \| Oscar Onley \| Team DSM \| + 0" \| \| \| 6. \| Harry Sweeny \| Lotto Dstny \| + 0" \| \| \| 7. \| Kobe Goossens \| Intermarché-Circus-Wanty \| + 0" \| \| \| 8. \| Magnus Cort \| EF Education-EasyPost \| + 0" \| \| \| 9. \| Finn Fisher-Black \| UAE Team Emirates \| + 0" \| \| \| 10. \| Nick Schultz \| Israel-Premier Tech \| + 0" \| \| |                   |                          |            |
| |                   |                          |            |
| Källa: ProCyclingStats |                   |                          |            |
| Placeringar i etappen |                   |                          |            |
| Cyklist | Cyklist           | Lag                      | Tid        |
| 1. | Ethan Hayter      | Ineos Grenadiers         | 3t 55' 20" |
| 2. | Juan Ayuso        | UAE Team Emirates        | + 0"       |
| 3. | Romain Bardet     | Team DSM                 | + 0"       |
| 4. | Matteo Sobrero    | Team Jayco AlUla         | + 0"       |
| 5. | Oscar Onley       | Team DSM                 | + 0"       |
| 6. | Harry Sweeny      | Lotto Dstny              | + 0"       |
| 7. | Kobe Goossens     | Intermarché-Circus-Wanty | + 0"       |
| 8. | Magnus Cort       | EF Education-EasyPost    | + 0"       |
| 9. | Finn Fisher-Black | UAE Team Emirates        | + 0"       |
| 10. | Nick Schultz      | Israel-Premier Tech      | + 0"       |

| \| Totaltävlingen \| Totaltävlingen \| Totaltävlingen \| Totaltävlingen \| Totaltävlingen \| \| Cyklist \| Cyklist \| Lag \| Tid \| \| \| -------------- \| -------------------- \| ------------------ \| -------------- \| -------------- \| \| 1. \| Ethan Hayter \| Ineos Grenadiers \| 8t 08' 14" \| \| \| 2. \| Tobias Foss \| Jumbo-Visma \| + 6" \| \| \| 3. \| Rémi Cavagna \| Soudal Quick-Step \| + 6" \| \| \| 4. \| Juan Ayuso \| UAE Team Emirates \| + 11" \| \| \| 5. \| Matteo Sobrero \| Team Jayco AlUla \| + 14" \| \| \| 6. \| Nelson Oliveira \| Movistar Team \| + 15" \| \| \| 7. \| Romain Bardet \| Team DSM \| + 17" \| \| \| 8. \| Jonathan Castroviejo \| Ineos Grenadiers \| + 17" \| \| \| 9. \| Finn Fisher-Black \| UAE Team Emirates \| + 17" \| \| \| 10. \| Rainer Kepplinger \| Bahrain Victorious \| + 18" \| \| |                      |                    |            |
| |                      |                    |            |
| Källa: ProCyclingStats |                      |                    |            |
| Totaltävlingen |                      |                    |            |
| Cyklist | Cyklist              | Lag                | Tid        |
| 1. | Ethan Hayter         | Ineos Grenadiers   | 8t 08' 14" |
| 2. | Tobias Foss          | Jumbo-Visma        | + 6"       |
| 3. | Rémi Cavagna         | Soudal Quick-Step  | + 6"       |
| 4. | Juan Ayuso           | UAE Team Emirates  | + 11"      |
| 5. | Matteo Sobrero       | Team Jayco AlUla   | + 14"      |
| 6. | Nelson Oliveira      | Movistar Team      | + 15"      |
| 7. | Romain Bardet        | Team DSM           | + 17"      |
| 8. | Jonathan Castroviejo | Ineos Grenadiers   | + 17"      |
| 9. | Finn Fisher-Black    | UAE Team Emirates  | + 17"      |
| 10. | Rainer Kepplinger    | Bahrain Victorious | + 18"      |

### 3:e etappen
| Châtel-St-Denis - Châtel-St-Denis | Tempoetapp | (18,75 km) |

| \| Placeringar i etappen \| Placeringar i etappen \| Placeringar i etappen \| Placeringar i etappen \| Placeringar i etappen \| \| Cyklist \| Cyklist \| Lag \| Tid \| \| \| --------------------- \| --------------------- \| --------------------- \| --------------------- \| --------------------- \| \| 1. \| Juan Ayuso \| UAE Team Emirates \| 25' 15" \| \| \| 2. \| Matteo Jorgenson \| Movistar Team \| + 5" \| \| \| 3. \| Adam Yates \| UAE Team Emirates \| + 17" \| \| \| 4. \| Nelson Oliveira \| Movistar Team \| + 18" \| \| \| 5. \| William Barta \| Movistar Team \| + 19" \| \| \| 6. \| Damiano Caruso \| Bahrain Victorious \| + 20" \| \| \| 7. \| Mikkel Bjerg \| UAE Team Emirates \| + 24" \| \| \| 8. \| Tobias Foss \| Jumbo-Visma \| + 24" \| \| \| 9. \| Gino Mäder \| Bahrain Victorious \| + 25" \| \| \| 10. \| Max Poole \| Team DSM \| + 27" \| \| |                  |                    |         |
| |                  |                    |         |
| Källa: ProCyclingStats |                  |                    |         |
| Placeringar i etappen |                  |                    |         |
| Cyklist | Cyklist          | Lag                | Tid     |
| 1. | Juan Ayuso       | UAE Team Emirates  | 25' 15" |
| 2. | Matteo Jorgenson | Movistar Team      | + 5"    |
| 3. | Adam Yates       | UAE Team Emirates  | + 17"   |
| 4. | Nelson Oliveira  | Movistar Team      | + 18"   |
| 5. | William Barta    | Movistar Team      | + 19"   |
| 6. | Damiano Caruso   | Bahrain Victorious | + 20"   |
| 7. | Mikkel Bjerg     | UAE Team Emirates  | + 24"   |
| 8. | Tobias Foss      | Jumbo-Visma        | + 24"   |
| 9. | Gino Mäder       | Bahrain Victorious | + 25"   |
| 10. | Max Poole        | Team DSM           | + 27"   |

| \| Totaltävlingen \| Totaltävlingen \| Totaltävlingen \| Totaltävlingen \| Totaltävlingen \| \| Cyklist \| Cyklist \| Lag \| Tid \| \| \| -------------- \| -------------------- \| ------------------ \| -------------- \| -------------- \| \| 1. \| Juan Ayuso \| UAE Team Emirates \| 8t 33' 40" \| \| \| 2. \| Matteo Jorgenson \| Movistar Team \| + 18" \| \| \| 3. \| Tobias Foss \| Jumbo-Visma \| + 19" \| \| \| 4. \| Nelson Oliveira \| Movistar Team \| + 22" \| \| \| 5. \| Adam Yates \| UAE Team Emirates \| + 30" \| \| \| 6. \| Damiano Caruso \| Bahrain Victorious \| + 32" \| \| \| 7. \| Finn Fisher-Black \| UAE Team Emirates \| + 34" \| \| \| 8. \| Jonathan Castroviejo \| Ineos Grenadiers \| + 36" \| \| \| 9. \| Max Poole \| Team DSM \| + 37" \| \| \| 10. \| Ethan Hayter \| Ineos Grenadiers \| + 38" \| \| |                      |                    |            |
| |                      |                    |            |
| Källa: ProCyclingStats |                      |                    |            |
| Totaltävlingen |                      |                    |            |
| Cyklist | Cyklist              | Lag                | Tid        |
| 1. | Juan Ayuso           | UAE Team Emirates  | 8t 33' 40" |
| 2. | Matteo Jorgenson     | Movistar Team      | + 18"      |
| 3. | Tobias Foss          | Jumbo-Visma        | + 19"      |
| 4. | Nelson Oliveira      | Movistar Team      | + 22"      |
| 5. | Adam Yates           | UAE Team Emirates  | + 30"      |
| 6. | Damiano Caruso       | Bahrain Victorious | + 32"      |
| 7. | Finn Fisher-Black    | UAE Team Emirates  | + 34"      |
| 8. | Jonathan Castroviejo | Ineos Grenadiers   | + 36"      |
| 9. | Max Poole            | Team DSM           | + 37"      |
| 10. | Ethan Hayter         | Ineos Grenadiers   | + 38"      |

### 4:e etappen
| Sion - Thyon | Bergsetapp | (161,6 km) |

| \| Placeringar i etappen \| Placeringar i etappen \| Placeringar i etappen \| Placeringar i etappen \| Placeringar i etappen \| \| Cyklist \| Cyklist \| Lag \| Tid \| \| \| --------------------- \| --------------------- \| --------------------- \| --------------------- \| --------------------- \| \| 1. \| Adam Yates \| UAE Team Emirates \| 4t 40' 41" \| \| \| 2. \| Thibaut Pinot \| Groupama-FDJ \| + 7" \| \| \| 3. \| Damiano Caruso \| Bahrain Victorious \| + 19" \| \| \| 4. \| Max Poole \| Team DSM \| + 21" \| \| \| 5. \| Matteo Jorgenson \| Movistar Team \| + 21" \| \| \| 6. \| Cian Uijtdebroeks \| Bora-Hansgrohe \| + 23" \| \| \| 7. \| Romain Bardet \| Team DSM \| + 45" \| \| \| 8. \| Egan Bernal \| Ineos Grenadiers \| + 54" \| \| \| 9. \| Edward Dunbar \| Team Jayco AlUla \| + 54" \| \| \| 10. \| Thomas Gloag \| Jumbo-Visma \| + 54" \| \| |                   |                    |            |
| |                   |                    |            |
| Källa: ProCyclingStats |                   |                    |            |
| Placeringar i etappen |                   |                    |            |
| Cyklist | Cyklist           | Lag                | Tid        |
| 1. | Adam Yates        | UAE Team Emirates  | 4t 40' 41" |
| 2. | Thibaut Pinot     | Groupama-FDJ       | + 7"       |
| 3. | Damiano Caruso    | Bahrain Victorious | + 19"      |
| 4. | Max Poole         | Team DSM           | + 21"      |
| 5. | Matteo Jorgenson  | Movistar Team      | + 21"      |
| 6. | Cian Uijtdebroeks | Bora-Hansgrohe     | + 23"      |
| 7. | Romain Bardet     | Team DSM           | + 45"      |
| 8. | Egan Bernal       | Ineos Grenadiers   | + 54"      |
| 9. | Edward Dunbar     | Team Jayco AlUla   | + 54"      |
| 10. | Thomas Gloag      | Jumbo-Visma        | + 54"      |

| \| Totaltävlingen \| Totaltävlingen \| Totaltävlingen \| Totaltävlingen \| Totaltävlingen \| \| Cyklist \| Cyklist \| Lag \| Tid \| \| \| -------------- \| ----------------- \| ------------------ \| -------------- \| -------------- \| \| 1. \| Adam Yates \| UAE Team Emirates \| 13t 14' 41" \| \| \| 2. \| Matteo Jorgenson \| Movistar Team \| + 19" \| \| \| 3. \| Damiano Caruso \| Bahrain Victorious \| + 27" \| \| \| 4. \| Max Poole \| Team DSM \| + 38" \| \| \| 5. \| Thibaut Pinot \| Groupama-FDJ \| + 41" \| \| \| 6. \| Cian Uijtdebroeks \| Bora-Hansgrohe \| + 1' 21" \| \| \| 7. \| Romain Bardet \| Team DSM \| + 1' 28" \| \| \| 8. \| Egan Bernal \| Ineos Grenadiers \| + 1' 53" \| \| \| 9. \| Edward Dunbar \| Team Jayco AlUla \| + 1' 53" \| \| \| 10. \| Rafał Majka \| UAE Team Emirates \| + 2' 07" \| \| |                   |                    |             |
| |                   |                    |             |
| Källa: ProCyclingStats |                   |                    |             |
| Totaltävlingen |                   |                    |             |
| Cyklist | Cyklist           | Lag                | Tid         |
| 1. | Adam Yates        | UAE Team Emirates  | 13t 14' 41" |
| 2. | Matteo Jorgenson  | Movistar Team      | + 19"       |
| 3. | Damiano Caruso    | Bahrain Victorious | + 27"       |
| 4. | Max Poole         | Team DSM           | + 38"       |
| 5. | Thibaut Pinot     | Groupama-FDJ       | + 41"       |
| 6. | Cian Uijtdebroeks | Bora-Hansgrohe     | + 1' 21"    |
| 7. | Romain Bardet     | Team DSM           | + 1' 28"    |
| 8. | Egan Bernal       | Ineos Grenadiers   | + 1' 53"    |
| 9. | Edward Dunbar     | Team Jayco AlUla   | + 1' 53"    |
| 10. | Rafał Majka       | UAE Team Emirates  | + 2' 07"    |

### 5:e etappen
| Vufflens-la-Ville - Genève |  | (170,8 km) |

| \| Placeringar i etappen \| Placeringar i etappen \| Placeringar i etappen \| Placeringar i etappen \| Placeringar i etappen \| \| Cyklist \| Cyklist \| Lag \| Tid \| \| \| --------------------- \| --------------------- \| ------------------------ \| --------------------- \| --------------------- \| \| 1. \| Fernando Gaviria \| Movistar Team \| 3t 58' 01" \| \| \| 2. \| Nikias Arndt \| Bahrain Victorious \| + 0" \| \| \| 3. \| Ethan Hayter \| Ineos Grenadiers \| + 0" \| \| \| 4. \| Milan Menten \| Lotto Dstny \| + 0" \| \| \| 5. \| Gianmarco Garofoli \| Astana Qazaqstan Team \| + 0" \| \| \| 6. \| Luca Mozzato \| Arkéa-Samsic \| + 0" \| \| \| 7. \| Lewis Askey \| Groupama-FDJ \| + 0" \| \| \| 8. \| Magnus Cort \| EF Education-EasyPost \| + 0" \| \| \| 9. \| Matteo Sobrero \| Team Jayco AlUla \| + 0" \| \| \| 10. \| Dion Smith \| Intermarché-Circus-Wanty \| + 0" \| \| |                    |                          |            |
| |                    |                          |            |
| Källa: ProCyclingStats |                    |                          |            |
| Placeringar i etappen |                    |                          |            |
| Cyklist | Cyklist            | Lag                      | Tid        |
| 1. | Fernando Gaviria   | Movistar Team            | 3t 58' 01" |
| 2. | Nikias Arndt       | Bahrain Victorious       | + 0"       |
| 3. | Ethan Hayter       | Ineos Grenadiers         | + 0"       |
| 4. | Milan Menten       | Lotto Dstny              | + 0"       |
| 5. | Gianmarco Garofoli | Astana Qazaqstan Team    | + 0"       |
| 6. | Luca Mozzato       | Arkéa-Samsic             | + 0"       |
| 7. | Lewis Askey        | Groupama-FDJ             | + 0"       |
| 8. | Magnus Cort        | EF Education-EasyPost    | + 0"       |
| 9. | Matteo Sobrero     | Team Jayco AlUla         | + 0"       |
| 10. | Dion Smith         | Intermarché-Circus-Wanty | + 0"       |

## Resultat

### Sammanlagt
| \| Totaltävlingen \| Totaltävlingen \| Totaltävlingen \| Totaltävlingen \| Totaltävlingen \| \| Cyklist \| Cyklist \| Lag \| Tid \| \| \| -------------- \| ----------------- \| ------------------ \| -------------- \| -------------- \| \| 1. \| Adam Yates \| UAE Team Emirates \| 17t 12' 42" \| \| \| 2. \| Matteo Jorgenson \| Movistar Team \| + 19" \| \| \| 3. \| Damiano Caruso \| Bahrain Victorious \| + 27" \| \| \| 4. \| Max Poole \| Team DSM \| + 38" \| \| \| 5. \| Thibaut Pinot \| Groupama-FDJ \| + 41" \| \| \| 6. \| Cian Uijtdebroeks \| Bora-Hansgrohe \| + 1' 21" \| \| \| 7. \| Romain Bardet \| Team DSM \| + 1' 28" \| \| \| 8. \| Egan Bernal \| Ineos Grenadiers \| + 1' 53" \| \| \| 9. \| Edward Dunbar \| Team Jayco AlUla \| + 1' 53" \| \| \| 10. \| Rafał Majka \| UAE Team Emirates \| + 2' 07" \| \| |                   |                    |             |
| |                   |                    |             |
| Källa: ProCyclingStats |                   |                    |             |
| Totaltävlingen |                   |                    |             |
| Cyklist | Cyklist           | Lag                | Tid         |
| 1. | Adam Yates        | UAE Team Emirates  | 17t 12' 42" |
| 2. | Matteo Jorgenson  | Movistar Team      | + 19"       |
| 3. | Damiano Caruso    | Bahrain Victorious | + 27"       |
| 4. | Max Poole         | Team DSM           | + 38"       |
| 5. | Thibaut Pinot     | Groupama-FDJ       | + 41"       |
| 6. | Cian Uijtdebroeks | Bora-Hansgrohe     | + 1' 21"    |
| 7. | Romain Bardet     | Team DSM           | + 1' 28"    |
| 8. | Egan Bernal       | Ineos Grenadiers   | + 1' 53"    |
| 9. | Edward Dunbar     | Team Jayco AlUla   | + 1' 53"    |
| 10. | Rafał Majka       | UAE Team Emirates  | + 2' 07"    |

### Övriga tävlingar
| Poängtävlingen | Poängtävlingen   | Poängtävlingen     | Poängtävlingen | Poängtävlingen |
| Cyklist        | Cyklist          | Lag                | Poäng          |                |
| -------------- | ---------------- | ------------------ | -------------- | -------------- |
| 1.             | Ethan Hayter     | Ineos Grenadiers   | 100 poäng      |                |
| 2.             | Juan Ayuso       | UAE Team Emirates  | 64 poäng       |                |
| 3.             | Ethan Vernon     | Soudal Quick-Step  | 57 poäng       |                |
| 4.             | Adam Yates       | UAE Team Emirates  | 52 poäng       |                |
| 5.             | Romain Bardet    | Team DSM           | 51 poäng       |                |
| 6.             | Fernando Gaviria | Movistar Team      | 50 poäng       |                |
| 7.             | Matteo Jorgenson | Movistar Team      | 48 poäng       |                |
| 8.             | Damiano Caruso   | Bahrain Victorious | 40 poäng       |                |
| 9.             | Nikias Arndt     | Bahrain Victorious | 38 poäng       |                |
| 10.            | Milan Menten     | Lotto Dstny        | 38 poäng       |                |

| Poängtävlingen | Poängtävlingen   | Poängtävlingen     | Poängtävlingen | Poängtävlingen |
| Cyklist        | Cyklist          | Lag                | Poäng          |                |
| -------------- | ---------------- | ------------------ | -------------- | -------------- |
| 1.             | Ethan Hayter     | Ineos Grenadiers   | 100 poäng      |                |
| 2.             | Juan Ayuso       | UAE Team Emirates  | 64 poäng       |                |
| 3.             | Ethan Vernon     | Soudal Quick-Step  | 57 poäng       |                |
| 4.             | Adam Yates       | UAE Team Emirates  | 52 poäng       |                |
| 5.             | Romain Bardet    | Team DSM           | 51 poäng       |                |
| 6.             | Fernando Gaviria | Movistar Team      | 50 poäng       |                |
| 7.             | Matteo Jorgenson | Movistar Team      | 48 poäng       |                |
| 8.             | Damiano Caruso   | Bahrain Victorious | 40 poäng       |                |
| 9.             | Nikias Arndt     | Bahrain Victorious | 38 poäng       |                |
| 10.            | Milan Menten     | Lotto Dstny        | 38 poäng       |                |

| Bergstävlingen | Bergstävlingen   | Bergstävlingen         | Bergstävlingen | Bergstävlingen |
| Cyklist        | Cyklist          | Lag                    | Poäng          |                |
| -------------- | ---------------- | ---------------------- | -------------- | -------------- |
| 1.             | Julien Bernard   | Trek-Segafredo         | 64 poäng       |                |
| 2.             | Thomas De Gendt  | Lotto Dstny            | 18 poäng       |                |
| 3.             | Adam Yates       | UAE Team Emirates      | 17 poäng       |                |
| 4.             | Gleb Brussenskiy | Astana Qazaqstan Team  | 15 poäng       |                |
| 5.             | Thomas Gloag     | Jumbo-Visma            | 13 poäng       |                |
| 6.             | Ben Zwiehoff     | Bora-Hansgrohe         | 13 poäng       |                |
| 7.             | Dario Lillo      | Schweiz                | 12 poäng       |                |
| 8.             | Paul Lapeira     | AG2R Citroën Team      | 10 poäng       |                |
| 9.             | Tom Bohli        | Tudor Pro Cycling Team | 10 poäng       |                |
| 10.            | Robert Stannard  | Alpecin-Deceuninck     | 9 poäng        |                |

| Bergstävlingen | Bergstävlingen   | Bergstävlingen         | Bergstävlingen | Bergstävlingen |
| Cyklist        | Cyklist          | Lag                    | Poäng          |                |
| -------------- | ---------------- | ---------------------- | -------------- | -------------- |
| 1.             | Julien Bernard   | Trek-Segafredo         | 64 poäng       |                |
| 2.             | Thomas De Gendt  | Lotto Dstny            | 18 poäng       |                |
| 3.             | Adam Yates       | UAE Team Emirates      | 17 poäng       |                |
| 4.             | Gleb Brussenskiy | Astana Qazaqstan Team  | 15 poäng       |                |
| 5.             | Thomas Gloag     | Jumbo-Visma            | 13 poäng       |                |
| 6.             | Ben Zwiehoff     | Bora-Hansgrohe         | 13 poäng       |                |
| 7.             | Dario Lillo      | Schweiz                | 12 poäng       |                |
| 8.             | Paul Lapeira     | AG2R Citroën Team      | 10 poäng       |                |
| 9.             | Tom Bohli        | Tudor Pro Cycling Team | 10 poäng       |                |
| 10.            | Robert Stannard  | Alpecin-Deceuninck     | 9 poäng        |                |

| Ungdomstävlingen | Ungdomstävlingen  | Ungdomstävlingen  | Ungdomstävlingen | Ungdomstävlingen |
| Cyklist          | Cyklist           | Lag               | Tid              |                  |
| ---------------- | ----------------- | ----------------- | ---------------- | ---------------- |
| 1.               | Matteo Jorgenson  | Movistar Team     | 17t 13' 01"      |                  |
| 2.               | Max Poole         | Team DSM          | + 19"            |                  |
| 3.               | Cian Uijtdebroeks | Bora-Hansgrohe    | + 1' 02"         |                  |
| 4.               | Thomas Gloag      | Jumbo-Visma       | + 1' 55"         |                  |
| 5.               | Juan Ayuso        | UAE Team Emirates | + 2' 49"         |                  |
| 6.               | Filippo Zana      | Team Jayco AlUla  | + 2' 52"         |                  |
| 7.               | Oscar Onley       | Team DSM          | + 3' 23"         |                  |
| 8.               | Lenny Martinez    | Groupama-FDJ      | + 5' 07"         |                  |
| 9.               | Finn Fisher-Black | UAE Team Emirates | + 6' 00"         |                  |
| 10.              | Asbjørn Hellemose | Trek-Segafredo    | + 12' 01"        |                  |

| Ungdomstävlingen | Ungdomstävlingen  | Ungdomstävlingen  | Ungdomstävlingen | Ungdomstävlingen |
| Cyklist          | Cyklist           | Lag               | Tid              |                  |
| ---------------- | ----------------- | ----------------- | ---------------- | ---------------- |
| 1.               | Matteo Jorgenson  | Movistar Team     | 17t 13' 01"      |                  |
| 2.               | Max Poole         | Team DSM          | + 19"            |                  |
| 3.               | Cian Uijtdebroeks | Bora-Hansgrohe    | + 1' 02"         |                  |
| 4.               | Thomas Gloag      | Jumbo-Visma       | + 1' 55"         |                  |
| 5.               | Juan Ayuso        | UAE Team Emirates | + 2' 49"         |                  |
| 6.               | Filippo Zana      | Team Jayco AlUla  | + 2' 52"         |                  |
| 7.               | Oscar Onley       | Team DSM          | + 3' 23"         |                  |
| 8.               | Lenny Martinez    | Groupama-FDJ      | + 5' 07"         |                  |
| 9.               | Finn Fisher-Black | UAE Team Emirates | + 6' 00"         |                  |
| 10.              | Asbjørn Hellemose | Trek-Segafredo    | + 12' 01"        |                  |

| Lagtävlingen | Lagtävlingen           | Lagtävlingen | Lagtävlingen |
| Lag          | Lag                    | Tid          |              |
| ------------ | ---------------------- | ------------ | ------------ |
| 1.           | UAE Team Emirates      | 51t 42' 21"  |              |
| 2.           | Team DSM               | + 1' 01"     |              |
| 3.           | Bahrain Victorious     | + 1' 22"     |              |
| 4.           | Movistar Team          | + 3' 38"     |              |
| 5.           | Ineos Grenadiers       | + 3' 55"     |              |
| 6.           | Team Jayco AlUla       | + 7' 37"     |              |
| 7.           | EF Education-EasyPost  | + 8' 00"     |              |
| 8.           | Jumbo-Visma            | + 12' 47"    |              |
| 9.           | AG2R Citroën Team      | + 13' 29"    |              |
| 10.          | Tudor Pro Cycling Team | + 16' 52"    |              |

| Lagtävlingen | Lagtävlingen           | Lagtävlingen | Lagtävlingen |
| Lag          | Lag                    | Tid          |              |
| ------------ | ---------------------- | ------------ | ------------ |
| 1.           | UAE Team Emirates      | 51t 42' 21"  |              |
| 2.           | Team DSM               | + 1' 01"     |              |
| 3.           | Bahrain Victorious     | + 1' 22"     |              |
| 4.           | Movistar Team          | + 3' 38"     |              |
| 5.           | Ineos Grenadiers       | + 3' 55"     |              |
| 6.           | Team Jayco AlUla       | + 7' 37"     |              |
| 7.           | EF Education-EasyPost  | + 8' 00"     |              |
| 8.           | Jumbo-Visma            | + 12' 47"    |              |
| 9.           | AG2R Citroën Team      | + 13' 29"    |              |
| 10.          | Tudor Pro Cycling Team | + 16' 52"    |              |

## Startlista
| Bora-Hansgrohe BOH | Bora-Hansgrohe BOH            | Bora-Hansgrohe BOH |
| ------------------ | ----------------------------- | ------------------ |
| #                  | Cyklist                       | Placering          |
| 1                  | Sergio Higuita (COL)          | DNS-3              |
| 2                  | Cesare Benedetti (POL)        | 101.               |
| 3                  | Nico Denz (GER)               | 77.                |
| 4                  | Bob Jungels (LUX) (tempolopp) | 42.                |
| 5                  | Luis-Joe Lührs (GER)          | 59.                |
| 6                  | Cian Uijtdebroeks (BEL)       | 6.                 |
| 7                  | Ben Zwiehoff (GER)            | 56.                |

| UAE Team Emirates UAD | UAE Team Emirates UAD   | UAE Team Emirates UAD |
| --------------------- | ----------------------- | --------------------- |
| #                     | Cyklist                 | Placering             |
| 11                    | Adam Yates (GBR)        | 1.                    |
| 12                    | Ivo Oliveira (POR)      | 108.                  |
| 13                    | Juan Ayuso (ESP)        | 16.                   |
| 14                    | Mikkel Bjerg (DEN)      | 35.                   |
| 15                    | Finn Fisher-Black (NZL) | 32.                   |
| 16                    | Rafał Majka (POL)       | 10.                   |
| 17                    | Domen Novak (SLO)       | 82.                   |

| Jumbo-Visma TJV | Jumbo-Visma TJV               | Jumbo-Visma TJV |
| --------------- | ----------------------------- | --------------- |
| #               | Cyklist                       | Placering       |
| 21              | Steven Kruijswijk (NED)       | 31.             |
| 22              | Tobias Foss (NOR) (tempolopp) | DNS-4           |
| 23              | Robert Gesink (NED)           | DNS-4           |
| 24              | Thomas Gloag (GBR)            | 11.             |
| 25              | Lennard Hofstede (NED)        | DNF-2           |
| 26              | Gijs Leemreize (NED)          | 64.             |
| 27              | Jos van Emden (NED)           | 92.             |

| Soudal Quick-Step SOQ | Soudal Quick-Step SOQ | Soudal Quick-Step SOQ |
| --------------------- | --------------------- | --------------------- |
| #                     | Cyklist               | Placering             |
| 31                    | Rémi Cavagna (FRA)    | 46.                   |
| 32                    | Josef Černý (CZE)     | 93.                   |
| 33                    | Dries Devenyns (BEL)  | 99.                   |
| 34                    | James Knox (GBR)      | DNS-2                 |
| 35                    | Fausto Masnada (ITA)  | DNS-5                 |
| 36                    | Casper Pedersen (DEN) | 87.                   |
| 37                    | Ethan Vernon (GBR)    | 94.                   |

| Alpecin-Deceuninck ADC | Alpecin-Deceuninck ADC      | Alpecin-Deceuninck ADC |
| ---------------------- | --------------------------- | ---------------------- |
| #                      | Cyklist                     | Placering              |
| 41                     | Quinten Hermans (BEL)       | 67.                    |
| 42                     | Tobias Bayer (AUT)          | DNF-4                  |
| 43                     | Jason Osborne (GER)         | 38.                    |
| 44                     | Kristian Sbaragli (ITA)     | 109.                   |
| 45                     | Robert Stannard (AUS)       | 90.                    |
| 46                     | Lionel Taminiaux (BEL)      | 119.                   |
| 47                     | Fabio Van den Bossche (BEL) | 111.                   |

| Trek-Segafredo TFS | Trek-Segafredo TFS      | Trek-Segafredo TFS |
| ------------------ | ----------------------- | ------------------ |
| #                  | Cyklist                 | Placering          |
| 51                 | Tony Gallopin (FRA)     | 44.                |
| 52                 | Julien Bernard (FRA)    | 86.                |
| 53                 | Marc Brustenga (ESP)    | 115.               |
| 54                 | Kenny Elissonde (FRA)   | DNS-5              |
| 55                 | Asbjørn Hellemose (DEN) | 49.                |
| 56                 | Jacopo Mosca (ITA)      | 68.                |
| 57                 | Thibau Nys (BEL)        | 57.                |

| EF Education-EasyPost EFE | EF Education-EasyPost EFE          | EF Education-EasyPost EFE |
| ------------------------- | ---------------------------------- | ------------------------- |
| #                         | Cyklist                            | Placering                 |
| 61                        | Magnus Cort (DEN)                  | 69.                       |
| 62                        | Andrey Amador (CRC)                | 78.                       |
| 63                        | Jonathan Caicedo (ECU) (tempolopp) | 24.                       |
| 64                        | Simon Carr (GBR)                   | DNS-5                     |
| 65                        | Odd Christian Eiking (NOR)         | 37.                       |
| 66                        | Mark Padun (UKR)                   | DNF-4                     |
| 67                        | Sean Quinn (USA)                   | DNS-2                     |

| Groupama-FDJ GFC | Groupama-FDJ GFC         | Groupama-FDJ GFC |
| ---------------- | ------------------------ | ---------------- |
| #                | Cyklist                  | Placering        |
| 71               | Thibaut Pinot (FRA)      | 5.               |
| 72               | Lewis Askey (GBR)        | 104.             |
| 73               | Lorenzo Germani (ITA)    | 63.              |
| 74               | Matthieu Ladagnous (FRA) | 79.              |
| 75               | Lenny Martinez (FRA)     | 28.              |
| 76               | Enzo Paleni (FRA)        | 62.              |
| 77               | Reuben Thompson (NZL)    | 60.              |

| Movistar Team MOV | Movistar Team MOV       | Movistar Team MOV |
| ----------------- | ----------------------- | ----------------- |
| #                 | Cyklist                 | Placering         |
| 81                | Matteo Jorgenson (USA)  | 2.                |
| 82                | William Barta (USA)     | 13.               |
| 83                | Fernando Gaviria (COL)  | 105.              |
| 84                | Gregor Mühlberger (AUT) | 43.               |
| 85                | Nelson Oliveira (POR)   | 26.               |
| 86                | Iván Romeo (ESP)        | 102.              |
| 87                | Sergio Samitier (ESP)   | 52.               |

| Bahrain Victorious TBV | Bahrain Victorious TBV          | Bahrain Victorious TBV |
| ---------------------- | ------------------------------- | ---------------------- |
| #                      | Cyklist                         | Placering              |
| 91                     | Gino Mäder (SUI)                | 15.                    |
| 92                     | Nikias Arndt (GER)              | 75.                    |
| 93                     | Damiano Caruso (ITA)            | 3.                     |
| 94                     | Rainer Kepplinger (AUT)         | 14.                    |
| 95                     | Filip Maciejuk (POL)            | 95.                    |
| 96                     | Johan Price-Pejtersen (DEN)     | DNS-5                  |
| 97                     | Dušan Rajović (SRB) (tempolopp) | DNS-5                  |

| Ineos Grenadiers IGD | Ineos Grenadiers IGD           | Ineos Grenadiers IGD |
| -------------------- | ------------------------------ | -------------------- |
| #                    | Cyklist                        | Placering            |
| 101                  | Egan Bernal (COL)              | 8.                   |
| 102                  | Jonathan Castroviejo (ESP)     | 12.                  |
| 103                  | Ethan Hayter (GBR) (tempolopp) | 20.                  |
| 104                  | Jhonatan Narváez (ECU)         | 40.                  |
| 105                  | Brandon Rivera (COL)           | DNF-5                |
| 106                  | Elia Viviani (ITA)             | DNF-5                |
| 107                  | Cameron Wurf (AUS)             | 112.                 |

| Team Jayco AlUla JAY | Team Jayco AlUla JAY              | Team Jayco AlUla JAY |
| -------------------- | --------------------------------- | -------------------- |
| #                    | Cyklist                           | Placering            |
| 111                  | Simon Yates (GBR)                 | DNF-1                |
| 112                  | Lawson Craddock (USA) (tempolopp) | 73.                  |
| 113                  | Edward Dunbar (IRL)               | 9.                   |
| 114                  | Chris Harper (AUS)                | 36.                  |
| 115                  | Christopher Juul-Jensen (DEN)     | DNS-5                |
| 116                  | Matteo Sobrero (ITA)              | 48.                  |
| 117                  | Filippo Zana (ITA) (landsväg)     | 17.                  |

| Team DSM DSM | Team DSM DSM          | Team DSM DSM |
| ------------ | --------------------- | ------------ |
| #            | Cyklist               | Placering    |
| 121          | Romain Bardet (FRA)   | 7.           |
| 122          | Marco Brenner (GER)   | 96.          |
| 123          | Alberto Dainese (ITA) | DNS-3        |
| 124          | Chris Hamilton (AUS)  | 61.          |
| 125          | Niklas Märkl (GER)    | DNS-3        |
| 126          | Oscar Onley (GBR)     | 23.          |
| 127          | Max Poole (GBR)       | 4.           |

| AG2R Citroën Team ACT | AG2R Citroën Team ACT   | AG2R Citroën Team ACT |
| --------------------- | ----------------------- | --------------------- |
| #                     | Cyklist                 | Placering             |
| 131                   | Clément Berthet (FRA)   | 27.                   |
| 132                   | Geoffrey Bouchard (FRA) | 22.                   |
| 133                   | Dorian Godon (FRA)      | 65.                   |
| 134                   | Paul Lapeira (FRA)      | 80.                   |
| 135                   | Nans Peters (FRA)       | 39.                   |
| 136                   | Michael Schär (SUI)     | 50.                   |
| 137                   | Clément Venturini (FRA) | 70.                   |

| Intermarché-Circus-Wanty ICW | Intermarché-Circus-Wanty ICW    | Intermarché-Circus-Wanty ICW |
| ---------------------------- | ------------------------------- | ---------------------------- |
| #                            | Cyklist                         | Placering                    |
| 141                          | Louis Meintjes (RSA)            | 19.                          |
| 142                          | Niccolò Bonifazio (ITA)         | 107.                         |
| 143                          | Lilian Calmejane (FRA)          | DNS-5                        |
| 144                          | Rui Costa (POR)                 | DNF-1                        |
| 145                          | Kobe Goossens (BEL)             | DNS-4                        |
| 146                          | Dion Smith (NZL)                | 98.                          |
| 147                          | Rein Taaramäe (EST) (tempolopp) | 25.                          |

| Cofidis COF | Cofidis COF               | Cofidis COF |
| ----------- | ------------------------- | ----------- |
| #           | Cyklist                   | Placering   |
| 151         | Ion Izagirre (ESP)        | DNS-3       |
| 152         | Thomas Champion (FRA)     | DNS-5       |
| 153         | Eddy Finé (FRA)           | 88.         |
| 154         | Simon Geschke (GER)       | 89.         |
| 155         | Jesús Herrada (ESP)       | 30.         |
| 156         | Anthony Perez (FRA)       | DNS-3       |
| 157         | Pierre-Luc Périchon (FRA) | DNF-4       |

| Arkéa-Samsic ARK | Arkéa-Samsic ARK                | Arkéa-Samsic ARK |
| ---------------- | ------------------------------- | ---------------- |
| #                | Cyklist                         | Placering        |
| 161              | Kévin Vauquelin (FRA)           | DNF-2            |
| 162              | Clément Champoussin (FRA)       | 47.              |
| 163              | Ewen Costiou (FRA)              | DNF-5            |
| 164              | Kévin Ledanois (FRA)            | 83.              |
| 165              | Luca Mozzato (ITA)              | 106.             |
| 166              | Andriy Ponomar (UKR) (landsväg) | DNF-1            |
| 167              | Cristián Rodríguez (ESP)        | 41.              |

| Astana Qazaqstan Team AST | Astana Qazaqstan Team AST       | Astana Qazaqstan Team AST |
| ------------------------- | ------------------------------- | ------------------------- |
| #                         | Cyklist                         | Placering                 |
| 171                       | Alexej Lutsenko (KAZ)           | DNS-1                     |
| 172                       | Leonardo Basso (ITA)            | 116.                      |
| 173                       | Gleb Brussenskiy (KAZ)          | 110.                      |
| 174                       | Mark Cavendish (GBR) (landsväg) | DNF-1                     |
| 175                       | Gianmarco Garofoli (ITA)        | 66.                       |
| 176                       | Antonio Nibali (ITA)            | 58.                       |
| 177                       | Harold Tejada (COL)             | 21.                       |

| Lotto Dstny LTD | Lotto Dstny LTD          | Lotto Dstny LTD |
| --------------- | ------------------------ | --------------- |
| #               | Cyklist                  | Placering       |
| 181             | Eduardo Sepúlveda (ARG)  | 29.             |
| 182             | Johannes Adamietz (GER)  | 53.             |
| 183             | Thomas De Gendt (BEL)    | 81.             |
| 184             | Milan Menten (BEL)       | 84.             |
| 185             | Sylvain Moniquet (BEL)   | 33.             |
| 186             | Mathijs Paasschens (NED) | 51.             |
| 187             | Harry Sweeny (AUS)       | 45.             |

| Israel-Premier Tech IPT | Israel-Premier Tech IPT | Israel-Premier Tech IPT |
| ----------------------- | ----------------------- | ----------------------- |
| #                       | Cyklist                 | Placering               |
| 191                     | Michael Woods (CAN)     | DNF-4                   |
| 192                     | Chris Froome (GBR)      | 97.                     |
| 193                     | Reto Hollenstein (SUI)  | 74.                     |
| 194                     | Mason Hollyman (GBR)    | DNF-4                   |
| 195                     | Giacomo Nizzolo (ITA)   | DNF-4                   |
| 196                     | Nick Schultz (AUS)      | 55.                     |
| 197                     | Rick Zabel (GER)        | DNF-1                   |

| Tudor Pro Cycling Team TUD | Tudor Pro Cycling Team TUD              | Tudor Pro Cycling Team TUD |
| -------------------------- | --------------------------------------- | -------------------------- |
| #                          | Cyklist                                 | Placering                  |
| 201                        | Sébastien Reichenbach (SUI)             | 34.                        |
| 202                        | Tom Bohli (SUI)                         | 114.                       |
| 203                        | Alexander Kamp Egested (DEN) (landsväg) | 72.                        |
| 204                        | Arthur Kluckers (LUX)                   | 100.                       |
| 205                        | Joel Suter (SUI) (tempolopp)            | 71.                        |
| 206                        | Yannis Voisard (SUI)                    | 18.                        |
| 207                        | Luc Wirtgen (LUX)                       | 76.                        |

| Schweiz SUI | Schweiz SUI    | Schweiz SUI |
| ----------- | -------------- | ----------- |
| #           | Cyklist        | Placering   |
| 211         | Jan Christen   | 54.         |
| 212         | Antoine Aebi   | 118.        |
| 213         | Jonathan Bogli | 103.        |
| 214         | Antoine Debons | 85.         |
| 215         | Dario Lillo    | 113.        |
| 216         | Jan Sommer     | 91.         |
| 217         | Jan Stöckli    | 117.        |

| Bora-Hansgrohe BOH | Bora-Hansgrohe BOH            | Bora-Hansgrohe BOH |
| ------------------ | ----------------------------- | ------------------ |
| #                  | Cyklist                       | Placering          |
| 1                  | Sergio Higuita (COL)          | DNS-3              |
| 2                  | Cesare Benedetti (POL)        | 101.               |
| 3                  | Nico Denz (GER)               | 77.                |
| 4                  | Bob Jungels (LUX) (tempolopp) | 42.                |
| 5                  | Luis-Joe Lührs (GER)          | 59.                |
| 6                  | Cian Uijtdebroeks (BEL)       | 6.                 |
| 7                  | Ben Zwiehoff (GER)            | 56.                |

| UAE Team Emirates UAD | UAE Team Emirates UAD   | UAE Team Emirates UAD |
| --------------------- | ----------------------- | --------------------- |
| #                     | Cyklist                 | Placering             |
| 11                    | Adam Yates (GBR)        | 1.                    |
| 12                    | Ivo Oliveira (POR)      | 108.                  |
| 13                    | Juan Ayuso (ESP)        | 16.                   |
| 14                    | Mikkel Bjerg (DEN)      | 35.                   |
| 15                    | Finn Fisher-Black (NZL) | 32.                   |
| 16                    | Rafał Majka (POL)       | 10.                   |
| 17                    | Domen Novak (SLO)       | 82.                   |

| Jumbo-Visma TJV | Jumbo-Visma TJV               | Jumbo-Visma TJV |
| --------------- | ----------------------------- | --------------- |
| #               | Cyklist                       | Placering       |
| 21              | Steven Kruijswijk (NED)       | 31.             |
| 22              | Tobias Foss (NOR) (tempolopp) | DNS-4           |
| 23              | Robert Gesink (NED)           | DNS-4           |
| 24              | Thomas Gloag (GBR)            | 11.             |
| 25              | Lennard Hofstede (NED)        | DNF-2           |
| 26              | Gijs Leemreize (NED)          | 64.             |
| 27              | Jos van Emden (NED)           | 92.             |

| Soudal Quick-Step SOQ | Soudal Quick-Step SOQ | Soudal Quick-Step SOQ |
| --------------------- | --------------------- | --------------------- |
| #                     | Cyklist               | Placering             |
| 31                    | Rémi Cavagna (FRA)    | 46.                   |
| 32                    | Josef Černý (CZE)     | 93.                   |
| 33                    | Dries Devenyns (BEL)  | 99.                   |
| 34                    | James Knox (GBR)      | DNS-2                 |
| 35                    | Fausto Masnada (ITA)  | DNS-5                 |
| 36                    | Casper Pedersen (DEN) | 87.                   |
| 37                    | Ethan Vernon (GBR)    | 94.                   |

| Alpecin-Deceuninck ADC | Alpecin-Deceuninck ADC      | Alpecin-Deceuninck ADC |
| ---------------------- | --------------------------- | ---------------------- |
| #                      | Cyklist                     | Placering              |
| 41                     | Quinten Hermans (BEL)       | 67.                    |
| 42                     | Tobias Bayer (AUT)          | DNF-4                  |
| 43                     | Jason Osborne (GER)         | 38.                    |
| 44                     | Kristian Sbaragli (ITA)     | 109.                   |
| 45                     | Robert Stannard (AUS)       | 90.                    |
| 46                     | Lionel Taminiaux (BEL)      | 119.                   |
| 47                     | Fabio Van den Bossche (BEL) | 111.                   |

| Trek-Segafredo TFS | Trek-Segafredo TFS      | Trek-Segafredo TFS |
| ------------------ | ----------------------- | ------------------ |
| #                  | Cyklist                 | Placering          |
| 51                 | Tony Gallopin (FRA)     | 44.                |
| 52                 | Julien Bernard (FRA)    | 86.                |
| 53                 | Marc Brustenga (ESP)    | 115.               |
| 54                 | Kenny Elissonde (FRA)   | DNS-5              |
| 55                 | Asbjørn Hellemose (DEN) | 49.                |
| 56                 | Jacopo Mosca (ITA)      | 68.                |
| 57                 | Thibau Nys (BEL)        | 57.                |

| EF Education-EasyPost EFE | EF Education-EasyPost EFE          | EF Education-EasyPost EFE |
| ------------------------- | ---------------------------------- | ------------------------- |
| #                         | Cyklist                            | Placering                 |
| 61                        | Magnus Cort (DEN)                  | 69.                       |
| 62                        | Andrey Amador (CRC)                | 78.                       |
| 63                        | Jonathan Caicedo (ECU) (tempolopp) | 24.                       |
| 64                        | Simon Carr (GBR)                   | DNS-5                     |
| 65                        | Odd Christian Eiking (NOR)         | 37.                       |
| 66                        | Mark Padun (UKR)                   | DNF-4                     |
| 67                        | Sean Quinn (USA)                   | DNS-2                     |

| Groupama-FDJ GFC | Groupama-FDJ GFC         | Groupama-FDJ GFC |
| ---------------- | ------------------------ | ---------------- |
| #                | Cyklist                  | Placering        |
| 71               | Thibaut Pinot (FRA)      | 5.               |
| 72               | Lewis Askey (GBR)        | 104.             |
| 73               | Lorenzo Germani (ITA)    | 63.              |
| 74               | Matthieu Ladagnous (FRA) | 79.              |
| 75               | Lenny Martinez (FRA)     | 28.              |
| 76               | Enzo Paleni (FRA)        | 62.              |
| 77               | Reuben Thompson (NZL)    | 60.              |

| Movistar Team MOV | Movistar Team MOV       | Movistar Team MOV |
| ----------------- | ----------------------- | ----------------- |
| #                 | Cyklist                 | Placering         |
| 81                | Matteo Jorgenson (USA)  | 2.                |
| 82                | William Barta (USA)     | 13.               |
| 83                | Fernando Gaviria (COL)  | 105.              |
| 84                | Gregor Mühlberger (AUT) | 43.               |
| 85                | Nelson Oliveira (POR)   | 26.               |
| 86                | Iván Romeo (ESP)        | 102.              |
| 87                | Sergio Samitier (ESP)   | 52.               |

| Bahrain Victorious TBV | Bahrain Victorious TBV          | Bahrain Victorious TBV |
| ---------------------- | ------------------------------- | ---------------------- |
| #                      | Cyklist                         | Placering              |
| 91                     | Gino Mäder (SUI)                | 15.                    |
| 92                     | Nikias Arndt (GER)              | 75.                    |
| 93                     | Damiano Caruso (ITA)            | 3.                     |
| 94                     | Rainer Kepplinger (AUT)         | 14.                    |
| 95                     | Filip Maciejuk (POL)            | 95.                    |
| 96                     | Johan Price-Pejtersen (DEN)     | DNS-5                  |
| 97                     | Dušan Rajović (SRB) (tempolopp) | DNS-5                  |

| Ineos Grenadiers IGD | Ineos Grenadiers IGD           | Ineos Grenadiers IGD |
| -------------------- | ------------------------------ | -------------------- |
| #                    | Cyklist                        | Placering            |
| 101                  | Egan Bernal (COL)              | 8.                   |
| 102                  | Jonathan Castroviejo (ESP)     | 12.                  |
| 103                  | Ethan Hayter (GBR) (tempolopp) | 20.                  |
| 104                  | Jhonatan Narváez (ECU)         | 40.                  |
| 105                  | Brandon Rivera (COL)           | DNF-5                |
| 106                  | Elia Viviani (ITA)             | DNF-5                |
| 107                  | Cameron Wurf (AUS)             | 112.                 |

| Team Jayco AlUla JAY | Team Jayco AlUla JAY              | Team Jayco AlUla JAY |
| -------------------- | --------------------------------- | -------------------- |
| #                    | Cyklist                           | Placering            |
| 111                  | Simon Yates (GBR)                 | DNF-1                |
| 112                  | Lawson Craddock (USA) (tempolopp) | 73.                  |
| 113                  | Edward Dunbar (IRL)               | 9.                   |
| 114                  | Chris Harper (AUS)                | 36.                  |
| 115                  | Christopher Juul-Jensen (DEN)     | DNS-5                |
| 116                  | Matteo Sobrero (ITA)              | 48.                  |
| 117                  | Filippo Zana (ITA) (landsväg)     | 17.                  |

| Team DSM DSM | Team DSM DSM          | Team DSM DSM |
| ------------ | --------------------- | ------------ |
| #            | Cyklist               | Placering    |
| 121          | Romain Bardet (FRA)   | 7.           |
| 122          | Marco Brenner (GER)   | 96.          |
| 123          | Alberto Dainese (ITA) | DNS-3        |
| 124          | Chris Hamilton (AUS)  | 61.          |
| 125          | Niklas Märkl (GER)    | DNS-3        |
| 126          | Oscar Onley (GBR)     | 23.          |
| 127          | Max Poole (GBR)       | 4.           |

| AG2R Citroën Team ACT | AG2R Citroën Team ACT   | AG2R Citroën Team ACT |
| --------------------- | ----------------------- | --------------------- |
| #                     | Cyklist                 | Placering             |
| 131                   | Clément Berthet (FRA)   | 27.                   |
| 132                   | Geoffrey Bouchard (FRA) | 22.                   |
| 133                   | Dorian Godon (FRA)      | 65.                   |
| 134                   | Paul Lapeira (FRA)      | 80.                   |
| 135                   | Nans Peters (FRA)       | 39.                   |
| 136                   | Michael Schär (SUI)     | 50.                   |
| 137                   | Clément Venturini (FRA) | 70.                   |

| Intermarché-Circus-Wanty ICW | Intermarché-Circus-Wanty ICW    | Intermarché-Circus-Wanty ICW |
| ---------------------------- | ------------------------------- | ---------------------------- |
| #                            | Cyklist                         | Placering                    |
| 141                          | Louis Meintjes (RSA)            | 19.                          |
| 142                          | Niccolò Bonifazio (ITA)         | 107.                         |
| 143                          | Lilian Calmejane (FRA)          | DNS-5                        |
| 144                          | Rui Costa (POR)                 | DNF-1                        |
| 145                          | Kobe Goossens (BEL)             | DNS-4                        |
| 146                          | Dion Smith (NZL)                | 98.                          |
| 147                          | Rein Taaramäe (EST) (tempolopp) | 25.                          |

| Cofidis COF | Cofidis COF               | Cofidis COF |
| ----------- | ------------------------- | ----------- |
| #           | Cyklist                   | Placering   |
| 151         | Ion Izagirre (ESP)        | DNS-3       |
| 152         | Thomas Champion (FRA)     | DNS-5       |
| 153         | Eddy Finé (FRA)           | 88.         |
| 154         | Simon Geschke (GER)       | 89.         |
| 155         | Jesús Herrada (ESP)       | 30.         |
| 156         | Anthony Perez (FRA)       | DNS-3       |
| 157         | Pierre-Luc Périchon (FRA) | DNF-4       |

| Arkéa-Samsic ARK | Arkéa-Samsic ARK                | Arkéa-Samsic ARK |
| ---------------- | ------------------------------- | ---------------- |
| #                | Cyklist                         | Placering        |
| 161              | Kévin Vauquelin (FRA)           | DNF-2            |
| 162              | Clément Champoussin (FRA)       | 47.              |
| 163              | Ewen Costiou (FRA)              | DNF-5            |
| 164              | Kévin Ledanois (FRA)            | 83.              |
| 165              | Luca Mozzato (ITA)              | 106.             |
| 166              | Andriy Ponomar (UKR) (landsväg) | DNF-1            |
| 167              | Cristián Rodríguez (ESP)        | 41.              |

| Astana Qazaqstan Team AST | Astana Qazaqstan Team AST       | Astana Qazaqstan Team AST |
| ------------------------- | ------------------------------- | ------------------------- |
| #                         | Cyklist                         | Placering                 |
| 171                       | Alexej Lutsenko (KAZ)           | DNS-1                     |
| 172                       | Leonardo Basso (ITA)            | 116.                      |
| 173                       | Gleb Brussenskiy (KAZ)          | 110.                      |
| 174                       | Mark Cavendish (GBR) (landsväg) | DNF-1                     |
| 175                       | Gianmarco Garofoli (ITA)        | 66.                       |
| 176                       | Antonio Nibali (ITA)            | 58.                       |
| 177                       | Harold Tejada (COL)             | 21.                       |

| Lotto Dstny LTD | Lotto Dstny LTD          | Lotto Dstny LTD |
| --------------- | ------------------------ | --------------- |
| #               | Cyklist                  | Placering       |
| 181             | Eduardo Sepúlveda (ARG)  | 29.             |
| 182             | Johannes Adamietz (GER)  | 53.             |
| 183             | Thomas De Gendt (BEL)    | 81.             |
| 184             | Milan Menten (BEL)       | 84.             |
| 185             | Sylvain Moniquet (BEL)   | 33.             |
| 186             | Mathijs Paasschens (NED) | 51.             |
| 187             | Harry Sweeny (AUS)       | 45.             |

| Israel-Premier Tech IPT | Israel-Premier Tech IPT | Israel-Premier Tech IPT |
| ----------------------- | ----------------------- | ----------------------- |
| #                       | Cyklist                 | Placering               |
| 191                     | Michael Woods (CAN)     | DNF-4                   |
| 192                     | Chris Froome (GBR)      | 97.                     |
| 193                     | Reto Hollenstein (SUI)  | 74.                     |
| 194                     | Mason Hollyman (GBR)    | DNF-4                   |
| 195                     | Giacomo Nizzolo (ITA)   | DNF-4                   |
| 196                     | Nick Schultz (AUS)      | 55.                     |
| 197                     | Rick Zabel (GER)        | DNF-1                   |

| Tudor Pro Cycling Team TUD | Tudor Pro Cycling Team TUD              | Tudor Pro Cycling Team TUD |
| -------------------------- | --------------------------------------- | -------------------------- |
| #                          | Cyklist                                 | Placering                  |
| 201                        | Sébastien Reichenbach (SUI)             | 34.                        |
| 202                        | Tom Bohli (SUI)                         | 114.                       |
| 203                        | Alexander Kamp Egested (DEN) (landsväg) | 72.                        |
| 204                        | Arthur Kluckers (LUX)                   | 100.                       |
| 205                        | Joel Suter (SUI) (tempolopp)            | 71.                        |
| 206                        | Yannis Voisard (SUI)                    | 18.                        |
| 207                        | Luc Wirtgen (LUX)                       | 76.                        |

| Schweiz SUI | Schweiz SUI    | Schweiz SUI |
| ----------- | -------------- | ----------- |
| #           | Cyklist        | Placering   |
| 211         | Jan Christen   | 54.         |
| 212         | Antoine Aebi   | 118.        |
| 213         | Jonathan Bogli | 103.        |
| 214         | Antoine Debons | 85.         |
| 215         | Dario Lillo    | 113.        |
| 216         | Jan Sommer     | 91.         |
| 217         | Jan Stöckli    | 117.        |

Förklaringar
DNF = Fullföljde inte, OTL = Utanför tidsgränsen, DNS = Startade inte, DSQ = Diskvalificerad